# Chiesa della Madonna del Carmine (Torino)
(Iscrizione dedicatoria)
La chiesa della Madonna del Carmine è un luogo di culto cattolico che si trova nella zona centrale di Torino, in via del Carmine angolo via Bligny.
Progettata da Filippo Juvarra, venne costruita tra il 1732 il 1736.
Nella notte dell'8 agosto 1943, un bombardamento creò gravissimi danni all'edificio: aprì una voragine fra la seconda e la terza cappella e distrusse anche il coro ligneo. Sotto la direzione della Sovrintendenza ai Monumenti, con l'ausilio di testimonianze fotografiche, la chiesa venne integralmente restaurata e riaperta al culto il 19 ottobre 1955.

## Storia
Per insufficienza nel vecchio convento della chiesa di Santa Maria di Piazza, i carmelitani si trasferirono in un nuovo terreno acquistato nel 1718 e incominciò quindi la costruzione del nuovo convento, su progetto dell'architetto Gian Giacomo Planteri. Il 7 aprile 1728 l'arcivescovo di Torino, Francesco Giuseppe Arborio di Gattinara, decretò la costruzione della nuova chiesa. Nel 1732 il re Carlo Emanuele III approvò il progetto dell'architetto di corte Filippo Juvarra. La prima pietra della chiesa venne solennemente posta il 13 maggio 1732 con la seguente iscrizione: «Ecclesiae Beatae Mariae Virgini de Carmelo – primum lapidem – Carolus Emmanuel Rex Sardiniae – XIII Maii MDCCXXXII».
Filippo Juvarra non poté seguire molto della costruzione della chiesa da lui progettata, poiché venne chiamato a Lisbona per costruire il nuovo Palazzo Reale. I Carmelitani scelsero di chiamare il capomastro Giacomo Pella per l'ultimazione dei lavori.
La consacrazione della chiesa avvenne il 26 aprile 1736 con la dedicazione alla Beata Vergine Maria del Monte Carmelo, successivamente la dedicazione passò al beato Amedeo IX di Savoia, cui si aggiunse santa Maria Maddalena de' Pazzi quale rappresentante dei santi carmelitani. La facciata rimase tuttavia incompiuta e venne completata tra il 1871 e il 1872 ad opera di Carlo Pattarelli.

## Descrizione generale
La chiesa è a una sola navata con tre cappelle per parte che hanno aperture ovali, attraverso le quali la luce entra dalle finestre della galleria. Le cappelle sono separate dalla navata centrale da un arco atteggiato a frontespizio sormontato da statue in legno dello scultore Stefano Maria Clemente, al quale va ascritto anche un bellissimo fonte battesimale.
L'altar maggiore, completato nel 1763, è di Benedetto Alfieri e custodisce una reliquia del beato Amedeo IX, donata ai carmelitani nel 1739 da Carlo Emanuele III.
La grande icona ospitata nell'abside rappresenta la Madonna del Carmine ed il beato Amedeo IX di Savoia ed è stata dipinta nel 1755 da Carlo Beaumont. Nella cappella dedicata all'Immacolata Concezione (ultima cappella sulla destra),  l'importante pala dell'Immacolata Concezione con il profeta Elia, commissionata dal marchese Giuseppe Turinetti di Priero, al celebre Corrado Giaquinto, fu preparata da questi a Roma e giunse a Torino il 12 luglio 1741.
Quella della Madonna del Carmine è una delle chiese più luminose di Torino grazie alle grandi finestre sopra gli altari delle cappelle. L'estremo della navata centrale si chiude in un'abside semiellittica ornata di tribune degli intercolumni.

## Il campanile
Il campanile si erge presso la sacrestia e vi si accede per mezzo di una scala a chiocciola stretta e scomoda; fu eretto nell'anno 1734 su base quadrata con facce ondulate al piano delle campane. Inizialmente erano state ordinate a concerto nel 1764 dieci campane fuse da Alessandro Bianco di Torino. Durante l'occupazione francese, furono ridotte a tre; ma nel 1911 i parrocchiani offrirono un nuovo concerto in mib3 di sei campane fuse dal noto fonditore di campane Giuseppe Mazzola.

## L'organo

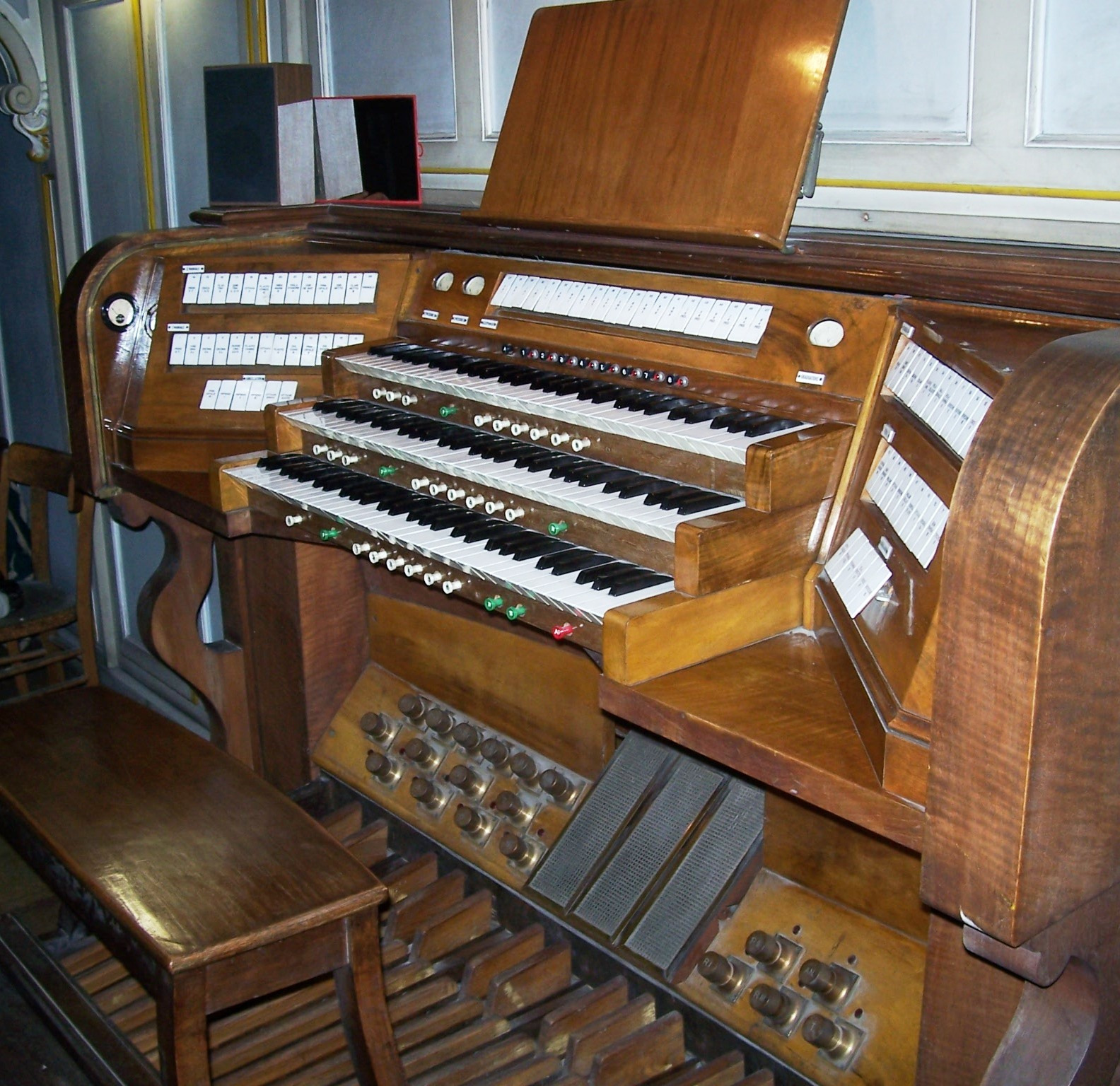
La console dell'Organo Vegezzi-Bossi 1963

L'organo costruito da Vegezzi-Bossi Carlo II, in sostituzione di quello celebre dello zio Carlo I, distrutto nel bombardamento è a tre tastiere e a trasmissione elettrica. L'organo è composto da 49 registri suddivisi fra le tre tastiere e la pedaliera, per un totale di circa 2750 canne. 12 Annullatori, 39 Pistoncini per Combinazioni aggiustabili, 3 staffe (Crescendo, Espressione II e III) e 20 pistoni a pedale.

## La comunità cattolica romena di Torino
La comunità cattolica romena è stata fondata nel 1997 con l'arrivo a Torino di don Miclăuș Gelu, inviato dal vescovo di Iași, Petru Gherghel. La comunità è stata ospitata da diverse chiese: Patrocinio di San Giuseppe, Santissima Trinità, Santa Teresa, San Domenico, Madonna degli Angeli. Dal 2005 la comunità romena è presente nella chiesa della Madonna del Carmine insieme alla comunità parrocchiale italiana.

## Galleria d'immagini

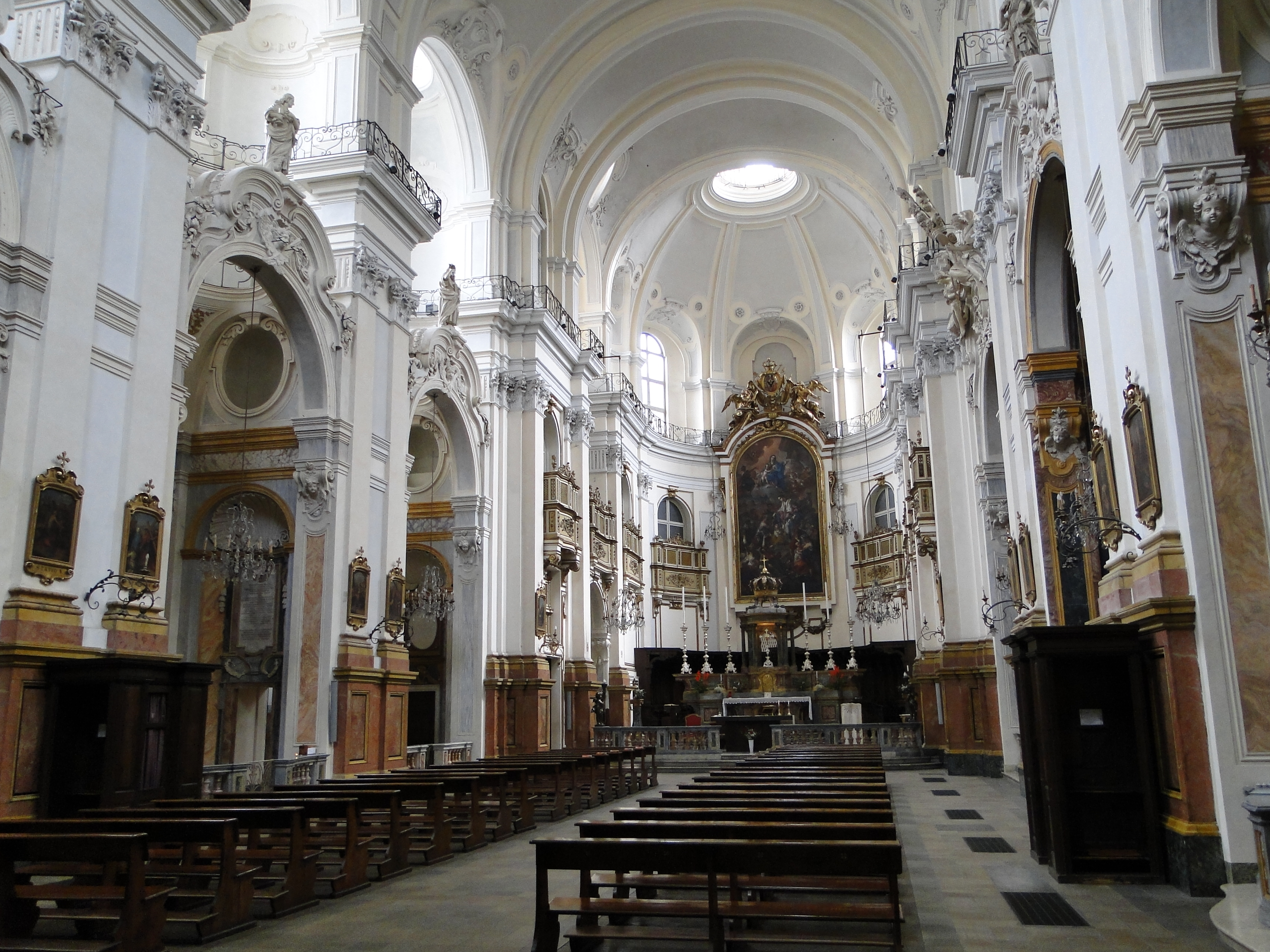
L'interno della chiesa dall'ingresso
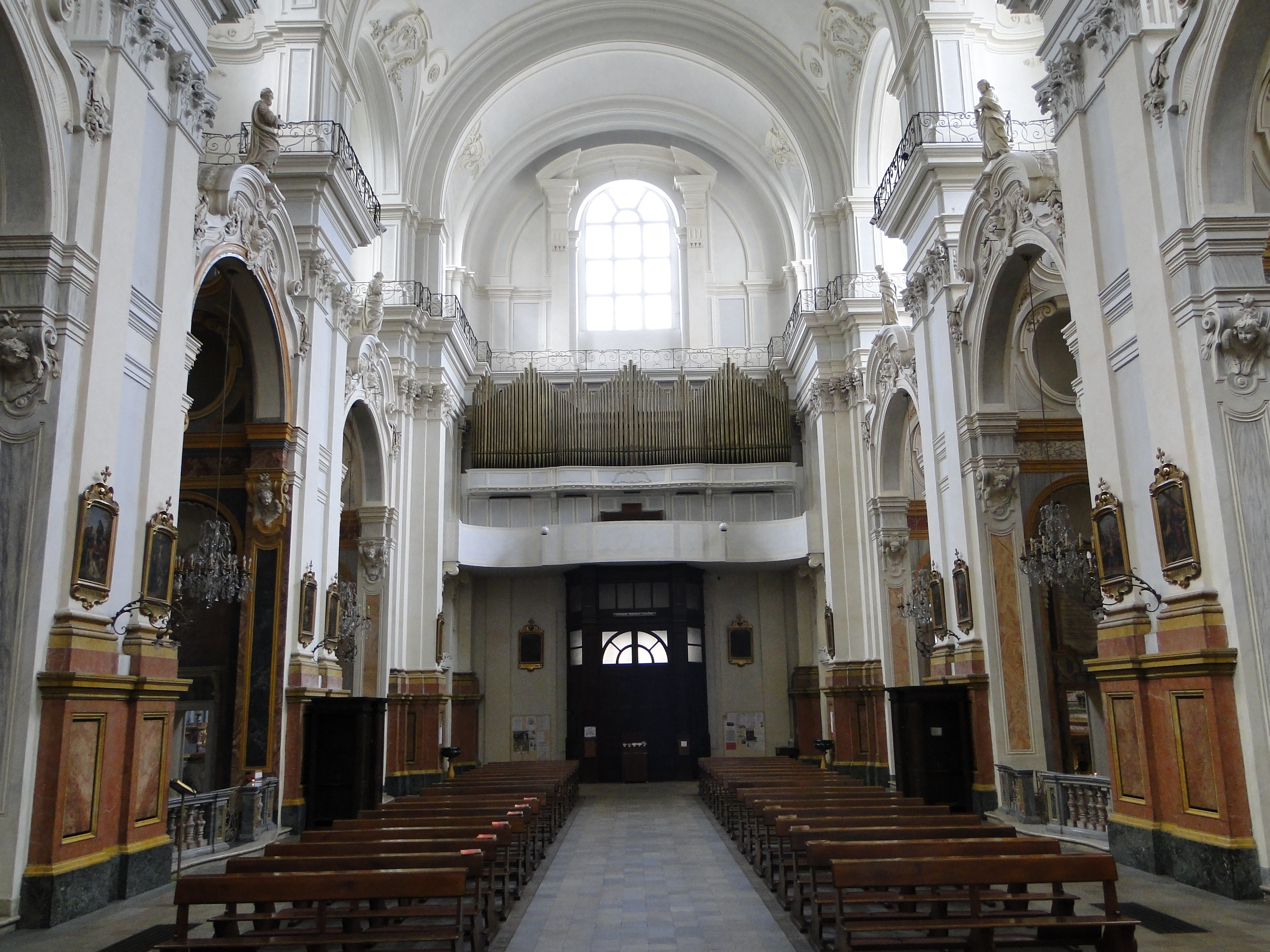
L'interno della chiesa dall'altar maggiore
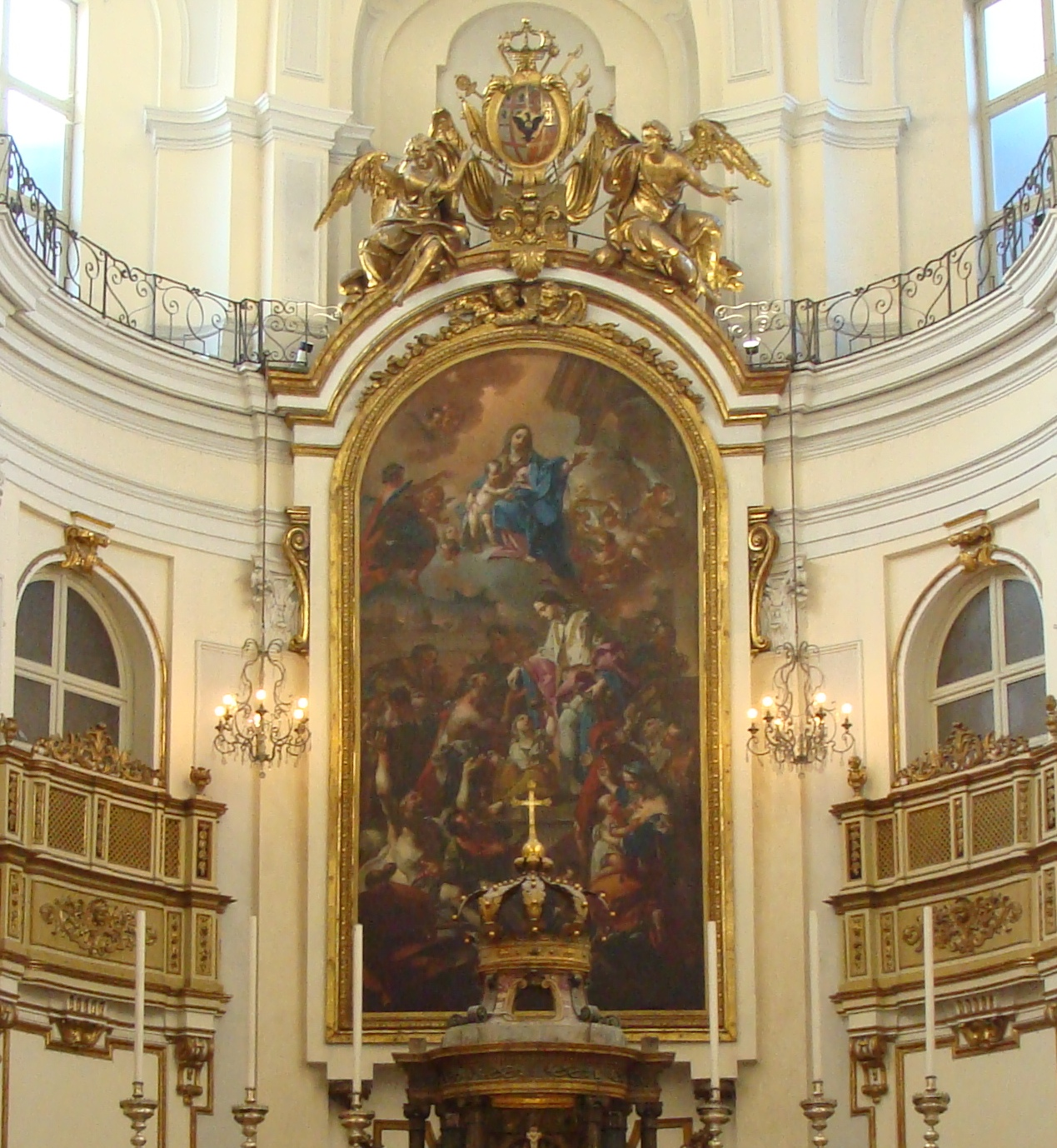
La pala dell'altar maggiore, opera di Carlo Beaumont
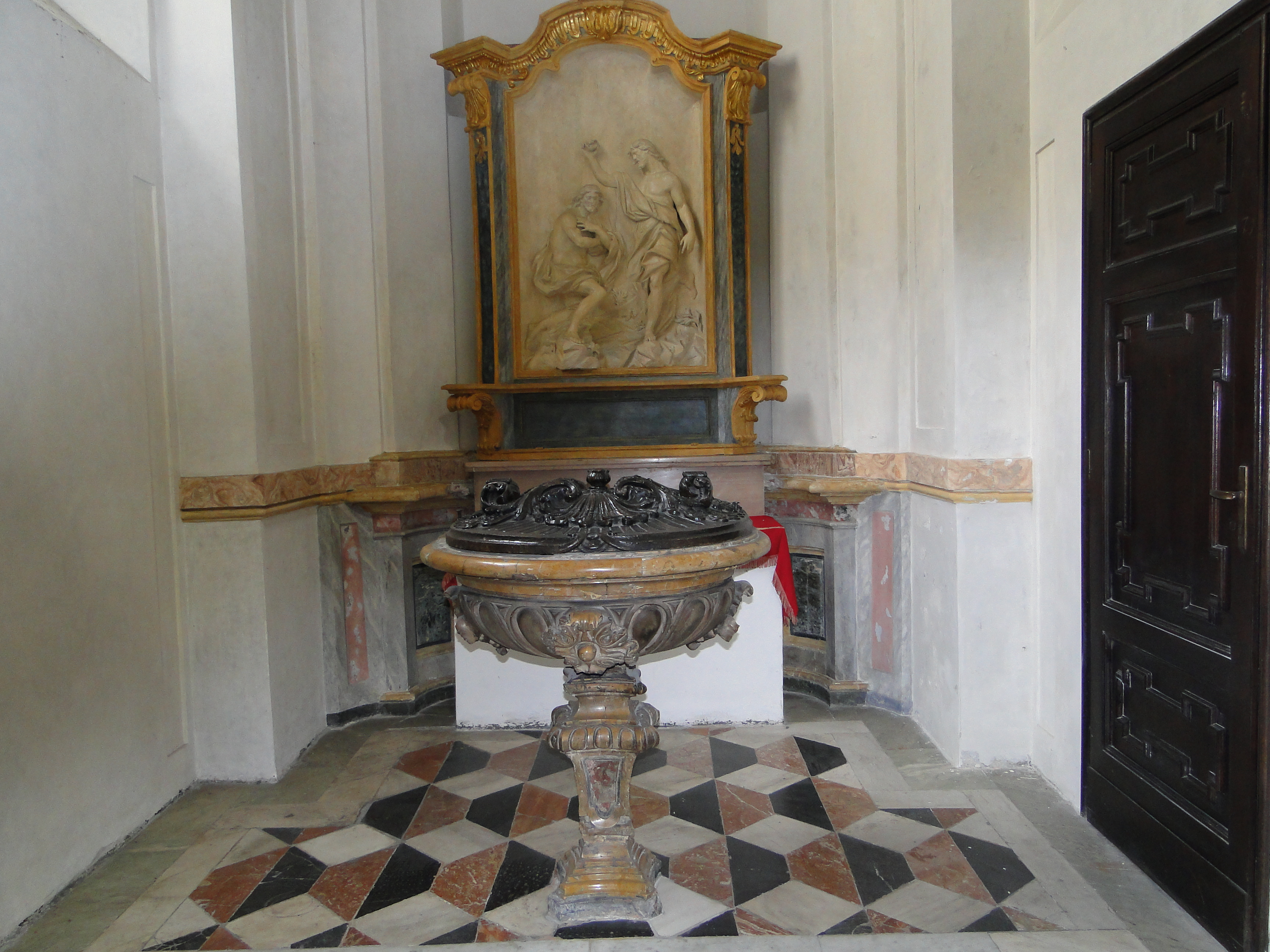
Il battistero di Stefano Maria Clemente
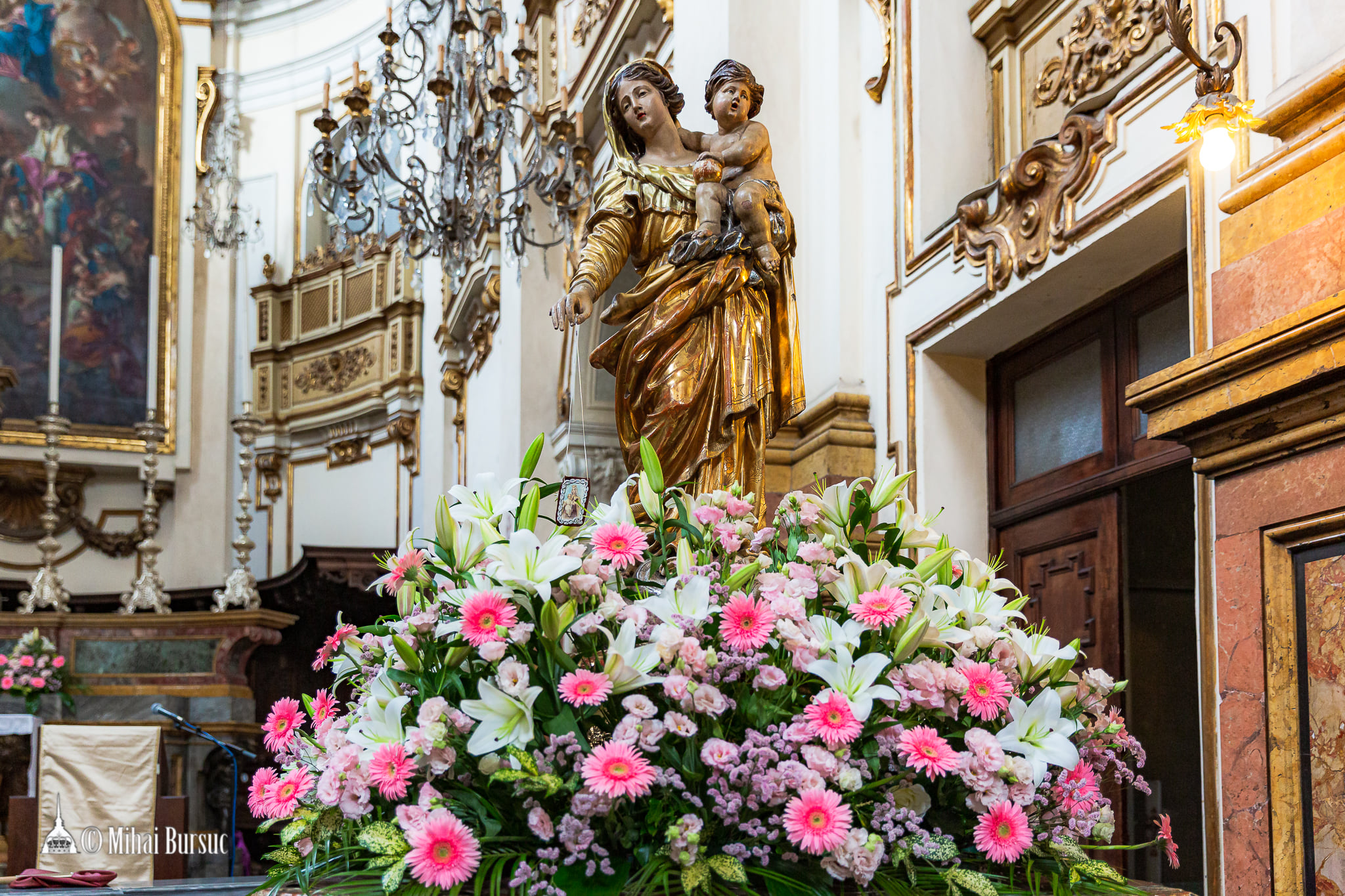
Festa della Madonna del Carmine